# Naveen Andrews

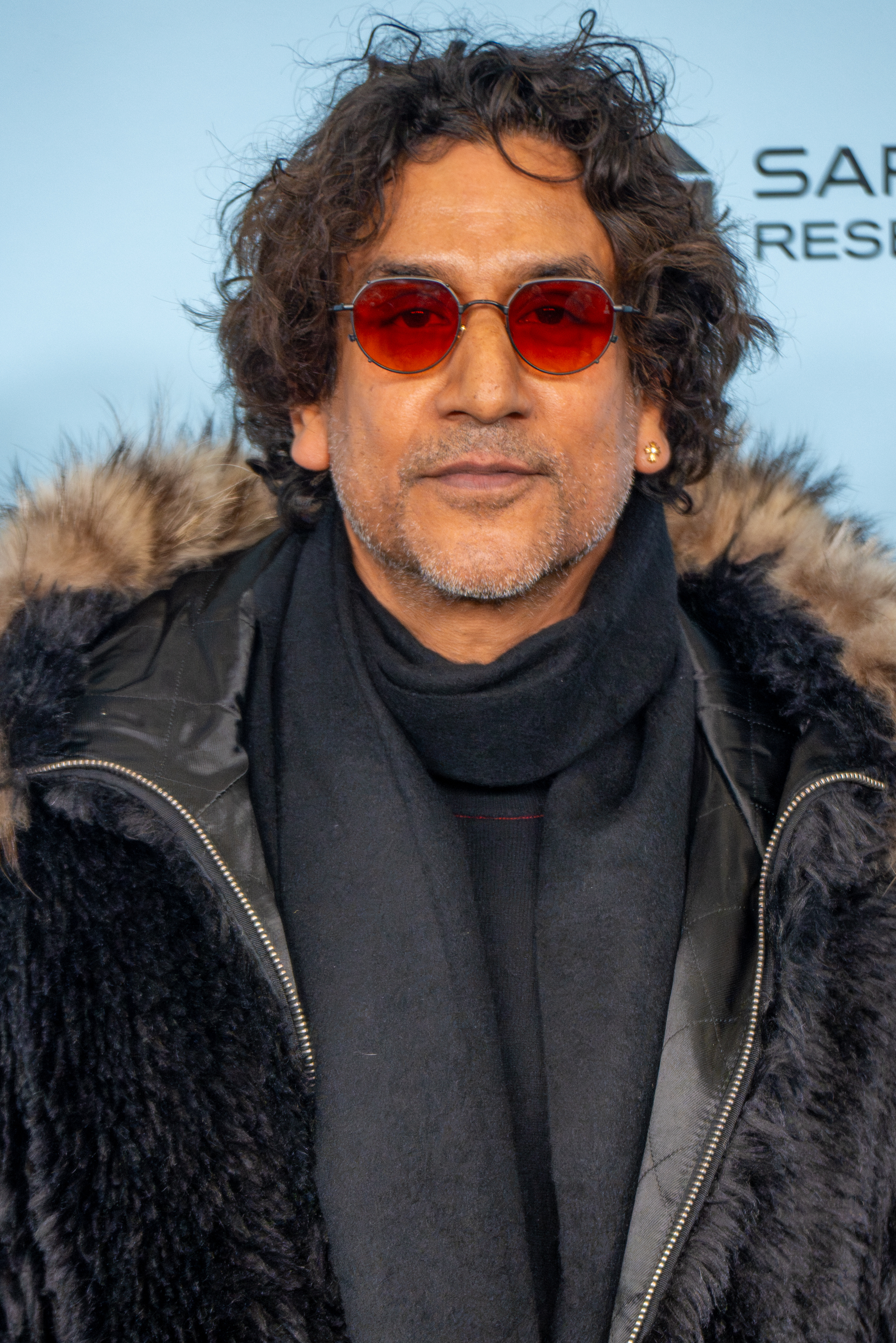
Naveen Andrews (2025)

Naveen William Sidney Andrews (* 17. Januar 1969 in London) ist ein britischer Schauspieler. Bekannt wurde Andrews durch seine Rollen in Der englische Patient und der Fernsehserie Lost.

## Leben und Karriere
Andrews ist indischer Abstammung und wuchs in London auf. In seiner Schulzeit hatte er eine Beziehung mit seiner Mathematiklehrerin, aus der sein erster Sohn hervorging. Nach der Schule ging Andrews auf die Guildhall School of Music and Drama. 1991 bekam er seine erste Rolle im Film London schafft alle von Hanif Kureishi. Anfang der 90er litt Andrews unter einer Alkohol- und Heroinsucht. Seine Filmkarriere endete vorerst und er ging zur Rehabilitation in die Vereinigten Staaten. Seinen Durchbruch hatte er 1997 als Kip in der Literaturverfilmung Der englische Patient unter der Regie von Anthony Minghella.
Von 2004 bis 2010 spielte Andrews in der Fernsehserie Lost den Iraker Sayid Jarrah. Die Rolle beschrieb er in einem Interview als die eines Menschen, der Gewalt gewöhnt ist, aber dennoch eine romantische Ader hat. Im gleichen Interview erwähnte er seinen eher negativen Eindruck von der dritten Staffel der Serie: „[…] Weil es wirklich den Anschein hatte, dass sich die Story dahinwand und die Drehbuchschreiber genau das forcierten. Carlton Cuse und Damon Lindelof haben sich während der Zeit dafür eingesetzt, dass die Serie abgesetzt wird. Was sie erreicht haben, ist, dass die Serie definitiv nach der sechsten Staffel beendet wird, also kann sich die Qualität nur steigern. Hoffe ich. […]“
Es folgten Rollen in Filmen wie Planet Terror (2007) sowie Auftritte in Fernsehserien. So trat er in Sindbad in einer wiederkehrenden Nebenrolle auf. In der Netflix-Serie Sense8 war Andrews seit 2015 in der Nebenrolle des Jonas Maliki zu sehen.
Andrews war bis Ende 2009 mit der Schauspielerin Barbara Hershey liiert, beide lernten sich bei den Dreharbeiten zu Drowning on Dry Land (1999) kennen. Diese Beziehung hatte 2005 eine kurze Unterbrechung. Aus dieser Zeit stammt Andrews’ zweiter Sohn, den er mit der Tschechin Elena Eustache hat, die mittlerweile auch als Schauspielerin tätig ist.
2018 wurde er in die Academy of Motion Picture Arts and Sciences aufgenommen, die jährlich die Oscars vergibt.

## Filmografie (Auswahl)
- 1991: London schafft alle (London Kills Me)
- 1992: Wild West
- 1993: The Buddha of Suburbia (Miniserie, 4 Episoden)
- 1996: Der englische Patient (The English Patient)
- 1996: Wenn der Pfau erwacht (The Peacock Spring, Fernsehfilm)
- 1996: Kama Sutra: A Tale of Love
- 1997: True Love and Chaos
- 1998: Bombay Boys
- 1998: My Own Country (Fernsehfilm)
- 1998: Mein großer Freund Joe (Mighty Joe Young)
- 1999: Drowning on Dry Land
- 2000: Blessed Art Thou
- 2000: The Chippendales Murder (Fernsehfilm)
- 2002: Rollerball
- 2003: Easy
- 2004–2010: Lost (Fernsehserie, 94 Episoden)
- 2004: Liebe lieber indisch (Bride & Prejudice)
- 2006: Die Zehn Gebote (The Ten Commandments, Fernsehfilm)
- 2006: Provoked: A True Story
- 2007: Planet Terror (Grindhouse: Planet Terror)
- 2007: Die Fremde in dir (The Brave One)
- 2008: Animals
- 2010: Law & Order: Special Victims Unit (Fernsehserie, Episode 11x12 Schatten)
- 2012: Sindbad (Sinbad, Fernsehserie, 7 Episoden)
- 2013: Diana
- 2013–2014: Once Upon a Time in Wonderland (Fernsehserie, 13 Episoden)
- 2015–2018: Sense8 (Fernsehserie, 18 Episoden)
- 2018–2019: Instinct (Fernsehserie, 21 Episoden)
- 2022: The Dropout (Fernsehserie, 8 Folgen)
- 2025: Last Days